# Larinodontes
 Larinodóntes — рід жуків родини Довгоносики (Curculionidae).

## Зовнішній вигляд
До цього роду відносяться жуки середнього розміру, довжина їхнього тіла знаходиться у межах 5.2-8.5 мм. Основні ознаки:
- головотрубка не має кілів, вона такої самої ширини, як відстань між очима, і густо вкрита крапками;
- очі овальні, трохи опуклі, відстань між ними не ширша за головотрубку;
- боки передньоспинки поступово звужуються допереду, задній край посередині трикутно витягнутий до майже непомітного щитка;
- булава вусиків видовжена й трохи здавлена;
- основа надкрил ширша за основу передньоспинки, боки надкрил паралельні та звужуються до вершини у задній третині;
- кігтики однакового розміру і зрослися біля своєї основи;
- кожне стегно має знизу посередині зубець;
- зверху тіло вкрите коротенькими волосками, скупчення яких утворюють плями.

Докладний опис морфології і фотографії видів цього роду див. .

## Спосіб життя
Невідомий, ймовірно, він є типовим для представників спорідненого роду Larinus.

## Географічне поширення
Ареал роду обмежений Індо-Малайською областю (див. нижче).

## Класифікація
Описано 3 види цього роду.
- Larinodontes freidbergi Gültekin & Friedman,2014 — Південно-Західна Індія
- Larinodontes indicus  Faust, 1898 — Індія, Лаос, М'янма, В'єтнам
- Larinodontes thompsoni  Gültekin & Lyal 2014 — Південна Індія